# Periplaneta atricollis
Periplaneta atricollis es una especie de cucaracha perteneciente al género Periplaneta, categorizada en la familia Blattidae, orden Blattodea.

Fue descrita por primera vez en 1899 por el naturalista suizo Henri Louis Frédéric de Saussure. Aparece registrada y publicada en una sección de Wissenschaftliche Ergebnisse der Reisen in Madagaskar und Ostafrika in den Jahren 1889—95 von Dr. A. Voeltzkow. Orthoptera, I. Familie Blattidae. Abhandlungen der Senckenbergischen Naturforschenden Gesellschaft, 21, p. 569–585 de 1899.

## Distribución
La especie se distribuye por el continente africano, en Zaire, Camerún y Ghana.